# Napaea (dier)
Napaea is een geslacht van vlinders uit de familie van de prachtvlinders (Riodinidae), onderfamilie Riodininae.
De wetenschappelijke naam van het geslacht werd in 1819 gepubliceerd door Hübner.

## Soorten
- N. actoris (Cramer, 1776)
- N. agroeca Stichel, 1910
- N. beltiana (H. Bates, 1867)
- N. brunneipennis Zikán, 1952
- N. calitra (Hewitson, 1869)
- N. elisae (Zikán, J, 1952)
- N. eucharila (H. Bates, 1867)
- N. fratelloi Hall, J & Harvey, 2005
- N. gynaecomorpha Hall, J, Harvey & Gallard, 2005
- N. heteroea (H. Bates, 1867)
- N. joinvilea Hall, J & Harvey, 2005
- N. lucilia (Möschler, 1882)
- N. melampia (H. Bates, 1867)
- N. mellosa Hall, J & Harvey, 2005
- N. merula (Thieme, 1907)
- N. nepos (Fabricius, 1793)
- N. paupercula Zikán, 1952
- N. phryxe (Felder, 1865)
- N. rufolimba Hall, J, 2005
- N. sylva (Möschler, 1877)
- N. theages (Godman & Salvin, 1878)
- N. umbra (Boisduval, 1870)
- N. umbratica Zikán, 1952
- N. zikani Stichel, 1923